# گوته المکویست
گوته المکویست (انگلیسی: Göte Almqvist; ۲۵ ژوئن ۱۹۲۱ – ۲۱ دسامبر ۱۹۹۴) بازیکن هاکی روی یخ اهل سوئد بود.